# ANSI/ISA-88
ANSI/ISA-88 of kortweg ISA-88 is een internationale standaard. Het helpt industrieën om flexibel te kunnen produceren. De standaard bestaat uit modellen en termen die het productieproces logisch indelen en de besturing van het machinepark regelen. S88 kan worden toegepast in volledig geautomatiseerde, semigeautomatiseerde en zelfs in volledig handmatige productieprocessen.